# Libros de Conan
Los libros de Conan suelen estar clasificados dentro de la fantasía heroica o la espada y brujería, aunque han sido también catalogados como «fantasía realista». Están basados en el personaje Conan el Bárbaro creado por Robert E. Howard. 
Han sido escritos por numerosos autores e incluyen novelas y relatos cortos que más tarde fueron unidos para crear múltiples combinaciones tras múltiples editoriales. Después del suicidio de su creador (en 1936) el personaje fue utilizado por otros escritores como Poul Anderson, Leonard Carpenter, Lin Carter, L. Sprague de Camp, Roland J. Green, John C. Hocking, Robert Jordan, Sean A. Moore, Björn Nyberg, Andrew J. Offutt, Steve Perry, John Maddox Roberts, Harry Turtledove o Karl Edward Wagner. 
Algunos de estos escritores finalizaron los trabajos incompletos de Howard, o reescribieron las historias originales de éste. En total más de 50 novelas y docenas de historias cortas no escritas por Howard contienen como personaje principal a Conan. Aquí se describen varias ediciones:

## Gnome Press ediciones, 1950-1957
1. The Coming of Conan (1953)
2. Conan the Barbarian (1954)
3. The Sword of Conan (1952)
4. King Conan (1953)
5. Conan the Conqueror (The Hour of the Dragon, 1950)
6. The Return of Conan (1957, por Björn Nyberg y L. Sprague de Camp)
7. Tales of Conan (1955)

## Lancer/Ace ediciones, 1966-1977
1. Conan (1968, de Robert E. Howard, L. Sprague de Camp y Lin Carter)
2. Conan of Cimmeria (1969, de Robert E. Howard, L. Sprague de Camp y Lin Carter)
3. Conan the Freebooter (1968, de Robert E. Howard y L. Sprague de Camp)
4. Conan the Wanderer (1968, de Robert E. Howard y L. Sprague de Camp)
5. Conan the Adventurer (1966, de Robert E. Howard y L. Sprague de Camp)
6. Conan the Buccaneer (1971, de L. Sprague de Camp y Lin Carter)
7. Conan the Warrior (1967, de Robert E. Howard)
8. Conan the Usurper (1967, de Robert E. Howard y L. Sprague de Camp)
9. Conan the Conqueror (publicado en 1967 sobre la base de la novela The Hour of the Dragon, de Robert E. Howard)
10. Conan the Avenger (The Return of Conan, 1968, de Björn Nyberg y L. Sprague de Camp)
11. Conan of Aquilonia (1977, de L. Sprague de Camp y Lin Carter)
12. Conan of the Isles (1968, de L. Sprague de Camp y Lin Carter)

## Donald M. Grant ediciones, 1974-1989
- The People of the Black Circle (1974)
- A Witch Shall be Born (1975)
- The Tower of the Elephant (1975, también incluye The God in the Bowl)
- Red Nails (1975)
- The Devil in Iron (1976, también incluye Shadows in Zamboula)
- Rogues in the House (1976, también incluye The Frost Giant's Daughter)
- Queen of the Black Coast (1978, también incluye The Vale of Lost Women)
- Jewels of Gwahlur (1979, también incluye The Snout in the Dark fragmento)
- Black Colossus (1979, también incluye Shadows in the Moonlight)
- The Pool of the Black One (1986, también incluye Drums of Tombalku fragmento)
- The Hour of the Dragon (1989)

## Berkley ediciones, 1977
- The Hour of the Dragon (agosto de 1977)
- The People of the Black Circle (septiembre de 1977)
- Red Nails (octubre de 1977)

## Bantam ediciones, 1978-1982
1. Conan the Swordsman (agosto de 1978, de L. Sprague de Camp, Lin Carter y Bjorn Nyberg)
2. Conan the Liberator (febrero de 1979, de L. Sprague de Camp y Lin Carter)
3. Conan: The Sword of Skelos (mayo de 1979, de Andrew J. Offutt)
4. Conan: The Road of Kings (octubre de 1979, de Karl Edward Wagner)
5. Conan and the Spider God (diciembre de 1980, de L. Sprague de Camp)
6. Conan the Rebel (julio de 1980, de Poul Anderson)
7. Conan the Barbarian (mayo de 1982, adaptación de L. Sprague de Camp y Lin Carter de la película del mismo título)

## Ace Maroto ediciones, 1978-1981
- Conan and the Sorcerer (octubre de 1978, de Andrew J. Offutt)
- The Treasure of Tranicos (julio de 1980, de Robert E. Howard y L. Sprague de Camp)
- Conan the Mercenary (enero de 1981, de Andrew J. Offutt)
- The Flame Knife (julio de 1981, de Robert E. Howard y L. Sprague de Camp)

## Tor ediciones, 1982-2004
- Conan the Invincible (junio de 1982, de Robert Jordan)
- Conan the Defender (diciembre de 1982, de Robert Jordan)
- Conan the Unconquered (abril de 1983, de Robert Jordan)
- Conan the Triumphant (octubre de 1983, de Robert Jordan)
- Conan the Magnificent (mayo de 1984, de Robert Jordan)
- Conan the Destroyer (julio de 1984, adaptación de Robert Jordan de la película del mismo título)
- Conan the Victorious (noviembre de 1984, de Robert Jordan)
- Conan the Valorous (septiembre de 1985, de John M. Roberts)
- Conan the Fearless (febrero de 1986, de Steve Perry)
- Conan the Renegade (abril de 1986, de Leonard Carpenter)
- Conan the Raider (octubre de 1986, de Leonard Carpenter)
- Conan the Champion (abril de 1987, de John M. Roberts)
- Conan the Defiant (octubre de 1987, de Steve Perry)
- Conan the Marauder (enero de 1988, de John M. Roberts)
- Conan the Warlord (marzo de 1988, de Leonard Carpenter)
- Conan the Valiant (octubre de 1988, de Roland Green)
- Conan the Hero (febrero de 1989, de Leonard Carpenter)
- Conan the Bold (abril de 1989, de John M. Roberts)
- Conan the Great (abril de 1989, de Leonard Carpenter)
- Conan the Indomitable (octubre de 1989, de Steve Perry)
- Conan the Freelance (febrero de 1990, de Steve Perry)
- Conan the Formidable (noviembre de 1990, de Steve Perry)
- Conan the Guardian (enero de 1991, de Roland Green)
- Conan the Outcast (abril de 1991, de Leonard Carpenter)
- Conan the Rogue (noviembre de 1991, de John M. Roberts)
- Conan the Relentless (abril de 1992, de Roland Green)
- Conan the Savage (noviembre de 1992, de Leonard Carpenter)
- Conan of the Red Brotherhood (febrero de 1993, de Leonard Carpenter)
- Conan and the Gods of the Mountain (mayo de 1993, de Roland Green)
- Conan and the Treasure of Python (noviembre de 1993, de John M. Roberts)
- Conan the Hunter (enero de 1994, de Sean A. Moore)
- Conan, Scourge of the Bloody Coast (abril de 1994, de Leonard Carpenter)
- Conan and the Manhunters (octubre de 1994, de John M. Roberts)
- Conan at the Demon's Gate (noviembre de 1994, de Roland Green)
- Conan the Gladiator (enero de 1995, de Leonard Carpenter)
- Conan and the Amazon (abril de 1995, de John M. Roberts)
- Conan and the Mists of Doom (agosto de 1995, de Roland Green)
- Conan and the Emerald Lotus (noviembre de 1995, de John C. Hocking)
- Conan and the Shaman's Curse (enero de 1996, de Sean A. Moore)
- Conan, Lord of the Black River (abril de 1996, de Leonard Carpenter)
- Conan and The Grim Grey God (noviembre de 1996, de Sean A. Moore)
- Conan and the Death Lord of Thanza (enero de 1997, de Roland Green)
- Conan of Venarium (julio de 2004, de Harry Turtledove)

## Millennium/Gollancz ediciones, 2000-2006
- The Conan Chronicles, 1 (agosto de 2000)
- The Conan Chronicles, 2 (2001)
- The Complete Chronicles of Conan (2006)

## Wandering Star/Del Rey ediciones, 2003-2005
- Conan el Cimmerio: volumen uno (1932-1933): The Coming of Conan the Cimmerian - Estados Unidos, 2003
- Conan el Cimmerio: volumen dos (1934): The Bloody Crown of Conan - Estados Unidos, 2005
- Conan el Cimmerio: volumen tres (1935-1936): The Conquering Sword of Conan - Estados Unidos, 2005

- Datos: Q5158106